# Michel Masson
Auguste Gaudichot-Masson, dit Michel Masson, né à Paris le 31 juillet 1800 (12 thermidor an VIII) et mort à Paris 17e le 22 avril 1883, est un auteur dramatique, journaliste et romancier français.

## Biographie
Fils d'ouvrier, il débute comme acteur à 10 ans et joue les rôles d'enfants dans plusieurs pièces. Il débuta comme 
figurant danseur au Théâtre Monthabor, mais il a peu de succès.
Il s’arrête brusquement, et il entra comme commis chez un libraire. Il y rencontre d’autres auteurs novices comme M. Champfleury. La partie commerciale de son métier lui déplaisait; il abandonna la libraire et il travaille ensuite comme garçon de café. Le jeune ouvrier lapidaire fit de rapides progrès dans son éducation littéraire. Les rédacteurs du Figaro a été étonné par la qualité de ses articles. Il entra à la rédaction de Figaro, où il collaborera jusqu'en 1831. La finesse en l'esprit de ses articles le firent promptement distinguer, et La Nouveauté, Le Mercure et La Lorgnette (journal des théâtres, de la littérature, des arts, des mœurs, des modes et de la librairie, pour Paris, les départemens et l'étranger) , lui ouvrirent avec empressement une place dans leurs colonnes.
Ses pièces furent représentés dans les plus célèbres théâtres parisiens du XIXe siècle : théâtre du Vaudeville, théâtre des Variétés, théâtre des Nouveautés, théâtre du Gymnase, théâtre du Palais-Royal, théâtre de la Porte-Saint-Martin, etc.
Avant de s'adonner à la composition dramatique, M. Michel Masson s'était fait connaître par des romans qui commencèrent sa réputation. Son livre de début n'obtint que des éloges de toute la presse. Il avait été composé en collaboration avec Raymond Brucker et parut sous le titre Le Maçon (1829, 4 vol. in-12) par Michel Raymond, pseudonyme formé de la réunion des prénoms des deux auteurs.
Brucker travaillait à ce moment avec Léon Gozlan, peu connu alors, à un roman intitulé Les Intimes. Pour faciliter le succès de ce livre, il le publia avec la signature Michel Raymond. Michel Masson ne réclama pas; mais il rompit toute collaboration avec Brucker, qui ne se gêna point pour continuer pendant longtemps à lui emprunter la moitié de son nom, et, voulant profiter lui-même du bénéfice du pseudonyme, il s'en servit pour les deux premiers volumes de ses Contes de l'atelier ou Daniel le Lapidaire. (1832 à 1833 (4 vol. in-8). Puis, voyant le succès assuré, il le substitue de Masson. Le succès fut très-grand. Les sujets ont presque tous été au théâtre.
Masson était le nom de sa mère : Nicole Agnès Masson.
Le 18 février 1824 Michel Masson épouse Françoise Deliége. Enfants nés au cours de ce mariage sont 5, seul a atteint l’âge adulte. Françoise † 10 février 1871 à Paris 5e. Peu de temps après, le 10 avril 1873 (Paris 9e), Michel Masson se remarie avec Clémence Hadingue, la fille d’Alexandre Hadingue (1842-1882), artiste dramatique marseillais, et de Rose Montron, actrice, et la demi-sœur de Jane Hading, et à l’âge de 74 ans, il est à nouveau père d'une fille prénommée Suzanne-Lélia-Félicie (1874-1903). Une raison suffisante pour M. Hippolyte Masson (1830-1912) - le fils de son premier mariage - pour lancer une action en justice dans lequel il disait, comme héritier de sa mère, son héritage. (Principalement l’argent qu’il attend de tous les livres et autres publications de son père) Le verdict était en faveur du fils.
On lui doit, entre autres, de nombreux romans dont certains pour enfants.
Michel Masson faisait partie du comité d'administration de la Société des gens de lettres.
L’Académie française lui décerne le prix Mme Marie-Joséphine-Juglar en 1879.
Il a été inhumé au cimetière Montmartre ,,.

## Œuvres

### 1828-1829
- 1829 : Le Maçon. mœurs populaires, Michel Raymond (Michel Masson et Raymond Brucker), édition A. Dupont et Cie (Paris) (4 vol. ; in-16) 1828 [19]
- 1829 : Les Cuisiniers diplomates, vaudeville en un acte, MM Rochefort, Barthélemy et Masson, représenté pour la première fois sur le Théâtre royal, à Berlin, le avril 1829, édition: Schlesinger, Berlin 1829 [20]
- 1829 : Le Tir au pistolet, vaudeville en 1 acte et 2 tableaux, avec Charles Adolphe
- 1829 : Le Garde de nuit ou Le bal masqué, comédie-vaudeville en trois actes, avec Mélesville
- 1829 : Frétillon, ou la Bonne fille, vaudeville en 1 acte, avec Philippe Dumanoir
- 1829 : Le Procès du baiser, comédie-vaudeville en 2 actes

### 1830-1834
- 1830 : À-propos patriotique , par MM. Villeneuve et Masson, Représenté pour la première fois, à Paris, sur le Théâtre de Nouvoutés, le 2 aout 1830, édition: Riga (Paris), (12 p. ; in-8) 1830 [21]
- 1830 : Le Collège de *** ou Souvenirs de la Suisse en 1794, comédie-vaudeville,
- 1831 : Les Pilules dramatiques ou le Choléra-morbus, revue critique et politique en 1 acte
- 1831 : Le Grand Prix ou le Voyage à frais Communs, opéra-comique en trois actes, avec Adolphe Adam (musique)
- 1832 : Les Deux Frères, comédie de Kotzebue, traduite par Joseph Patrat, remise en deux actes et en vaudeville
- Daniel, le Lapidaire, ou les Contes de l'Atelier
  - 1832 : édition (1932) Tome premier signé avec Michel Raymond, Tome second. signé avec Michel Raymond, Rambouillet, Imprimerie de Chaignet
  - 1832 : Première édition (1832) vol 1 & 2, signé avec Michel Raymond, vol 3 & 4 avec Michel Masson
  - 1832 : Troisième édition en deux volumes, tome premier, tome deuxième, signé avec Michel Raymnd
  - 1833 : Troisième édition en quatre volumes, Recueil d’histoires: (1) La femme du Réfractaire, Une Mère, La Complainte (2) La Maitrise, l’enseigne, Le Grain de Sable (qui inspira la pièce de Tyrtée), (3) l’Inévitable, Annah l’hébétée, (4) La Fabrique, Un nom à tout prix, Les deux Rois, édition: Alphonse Levavasseur, Libraire, Rue de Choiseul, no. 9, Paris, Imprimerie De Felix Locquin, rue N.-D.-des-Victoires, no 16
  - 1862 : L'Invitable, L'Enseigne, Le Grain de Sable, Une mère, édition: Librairie de L. Hachette et Cie, boulevard Saint-Germaint n° 77, Paris
  - 1873 : édition:  E. Dentu, Paris, 396 pages.

L’intrigue de la pièce "Vorstenschool" (1870) ou "L’école des Princes" de Multatuli est presque entièrement dérivées du roman "Le Grain de Sable",,,,.
- 1832 : Mon oncle Thomas[27],
- 1832 : Atar-Gull, mélodrame en 3 actes et 6 tableaux, imité du roman de M. Eugène Sue ; par MM. Anicet Bourgeois et Masson, représenté pour la première fois sur le Théâtre L'Ambigu-Comique, le 26 avril 1832, édition : Barbré (Paris) 1872 (15 p. : fig. au titre ; in-4 ) 1832 [28]
- 1832 : La Ferme de Bondi, ou les Deux Réfractaires : épisode de l'Empire en quatre actes, par MM. Gabriel de Lurieu (1795?-1869), Ferdinand de Villeneuve et Michel Masson, Représenté pour la première fois sur le Théâtre du Palais-Royal, le 5 mai 1832, édition : [J.-N. Barba] (P. 95-118; in-4) 1838(Paris) [29]
- 1832 : Le Bateau de blanchisseuses, tableau-vaudeville en 1 acte, par MM. Devilleneuve ["sic"], Masson et Charles. Représenté pour la première fois a Paris sur le Théâtre du Palais-Royal, le 11 juin 1832, édition: Marchant (Paris) (in-8° , 28 p. ) 1832 [30]
- 1833 : Thadéus le Ressuscité (2 vol. in-8o) histoire originale et sombre, en collaboration avec Auguste Luchet[27],
  - 1836 : édition : A. Dupont (Paris) (2 vol. in-8°) 4e édition, 1836 [31]
  - 1844 : édition : Boulé (Paris) (1 vol. (224 p.) ; gr. in-8 ) Les mille et un romans. t. 4 [32]
- 1833 : Quatre époques de la vie de S.A.R. Madame, duchesse de Berry, suivies des Protestations et adresses de toutes les villes de France en faveur de Son Altesse Royale, par Michel Masson, 2e édition: Dentu (Paris) 1833 [33],[34]
- 1834 : Deux Histoires à propos d'un livre, par Michel Masson (Michel Raymond, édition: Roux (Paris) (In-8°, XXIII-370 p., fig.) 1834 [35]
- 1834 : La Paysanne demoiselle, vaudeville en quatre actes, texte de Xavier Saintine, Michel Masson. Représenté pour la première fois, à Paris : Théâtre des Variétés, le 13 march 1834, édition : Hautecoeur Martinet (Paris)[36]
- 1834 : L'Aiguillette bleue, vaudeville historique en trois actes. par MM. Ernest Jaime, Michel Masson et Achille d'Artois, Représenté pour la première fois a Paris sur le Théâtre des Variétes, le 19 avril 1834, édition : Marchant (Paris) (20 p. ; gr. in-8) 1834 [37]
- 1834 : Le Triolet bleu, comédie-vaudeville en cinq actes, de Michel Masson et Ferdinand de Villeneuve. Représenté pour la première fois, à Paris sur le Théâtre du Palais-Royal, 15-05-1834 [38]
- 1834 : Le Mari de la favorite, comédie en 5 actes, par Saintine et Michel Masson. - Paris : Théâtre de la Porte Saint-Martin, le 4 novembre 1834 [39]
- Un cœur de jeune fille. Confidence publiée par Michel Masson.
  - 1834 : Bruxelles, Meline (VIII, 300 pages)
  - 1834 : Paris, C. Allardin, (VIII-384 p. : pl. ; In-8°) [40]
  - 1845 : Paris, Boule et Cie, dans: Les mille et un romans, nouvelles et feuilletons. tome 11

### 1835-1839
- 1835 : Micheline, ou l'Heure de l'Esprit: opéra-comique in un acte, par MM. Saint-Hilaire, Masson et Devilleneuve ; musique de M. Adolphe Adam, Représenté pour la première fois a Paris sur le Théâtre royal de l'Opéra-Comique, le 29 juin 1835, édition: Marchant (Paris) et A. Jouhaud (Bruxelles) (1 vol. (15 p.) ; Gr. in-8) 1835 [41]
- 1835 : On ne passe pas ! ou, Le poste d'honneur, vaudeville en un acte
- 1835 : La Lampe de Fer
  - Traduction en Allemand: Die eiserne Lampe Traduction: L. v. Alversleben, Robert Crayen, Leipzig, 1835
- 1836 : Le Diable amoureux, comédie-vaudeville en un acte
- 1836 : Picciola, Joseph Xavier Saintine (dit Saintine) avec une introd. de Michel Masson. 1836 [42]
- 1836 : Vierge et Martyre, par Michel Masson, édition: Werdet (Paris) (2 vol. in-8°) 1836 [43]
- 1836 : Madame Favart, vaudeville en 3 actes mêlée de chant, texte de Michel Masson et Saintine. Représenté pour la première fois, à Paris : Théâtre du Palais-Royal, 26 décembre 1836, édition : Hautecoeur Martinet (Paris) [44]
- 1838 : Ne touchez pas a la reine., Published by Bruxelles, Meline, 1838
- 1838 : Les Deux Pigeons, comédie-vaudeville, en quatre actes, imitée de La Fontaine, de Masson et Saintine, représenté pour la première fois, à Paris, sur le Théâtre du Palais-Royal, le 5 juin 1838[45]
- 1838 : La Levée des 300,000 hommes: vaudeville en 1 acte, par MM. Xavier [Boniface] et Michel Masson, Représenté pour la première fois sur le Théâtre du Palais-Royal, le 27 novembre 1838, édition Marchant (Paris) (16 p. ; gr. in-8) 1839 [46]
- 1838 : Albertine, par Michel Masson, édition: Werdet (Paris) (2 vol. in-16) 1838 [47]
- 1838 : Souvenirs d'un enfant du peuple
  - 2 éditions 1844 : éditeur: Dolin, Librairie Commissionnaire (Paris)

### 1840-1844
- 1840-41 : Les Trois Marie, par Michel Masson et Jean-Baptiste-Pierre Lafitte. Édition: Dumont (Paris) 1840-1841[48],
- 1840 : Cocorico, ou la Poule à ma tante, vaudeville en cinq actes, par MM. de Villeneuve, Masson et Saint-Yves (É. Déaddé) Représenté pour la première fois sur le Théâtre du Palais Royal, le 18 juin 1840, édition: Marchant (Paris) 1840 [49]
- Les Contes de l'atelier, première impression à Daniel le Lapidaire, 1831-32, Recueil d’histoires: l’Inévitable, l’Enseigne, Le Grain de Sable, Une Mère, 
  - Nouvelle édition revue et corrigée, (2 vols), édition: C. Gosselin (Paris), 1840 [50]
  - 1843
  - 1862 : édition (1 vol.) Librairie De l. Hachette et Co. 1862
  - 1883 : édition impr. de Charaire et fils (Sceaux) (544 p. : fig. ; in-4 ) [51]
- 1841 : Basile, par Michel Masson. édition : Dumont (Paris) (2 vol. in-8°) 1841 [52]
  - 1845 : édition Boulé (Paris) (1 vol. (168 p.); in-8) Les mille et un romans. t. 8 [53]
- 1841 : Deux Sœurs ou Une nuit de la mi-carème, drame vaudeville en trois actes, avec Charles Mourier, 1841
- 1842 : Les Enfants célèbres, ou Histoire des enfants de tous les siècles et de tous les pays, qui se sont immortalisés par le malheur, la piété, le courage, le génie, le savoir, et les talents, Michel Masson , troisième édition 1842, Édition: Librairie d'éducation de Didier, Paris 1842 [54]
- 1842 : Les Chanteurs ambulants, comédie-vaudeville en trois actes, par MM. Michel Masson et L. Bourdereau, Représenté pour la première fois sur le Théâtre des Follies Dramatique, le 20 octobre 1842, édition: Marchant (Paris) 1842[55]
- 1842 : Un amour perdu, par Michel Masson, (2 vol. in-8°) Édition: H. Souverain (Paris) 1842 [56]
- 1842 : L'Honneur du marchand, par Michel Masson, édition: Comptoir des imprimeurs-unis (Paris) (2 vol. ; in-8) 1843 [57]
- 1843 : Un secret de famille, drame-vaudeville en trois actes, 1843
- 1844 : Souvenirs d'un enfant du peuple, par Michel Masson,
  - éditeur Dolin Librairie Commissionnaire (Paris), (1 vol. (342 p.) ; in-8 ) 1844 [58]
  - éditeur Dolin, Librairie Commissionnaire (Paris), (8 vol.; in-8 ) [59],[60],[61],[62],[63],[64],[65],[66]

### 1845-1849
- 1845 : La Jeune Régente, Frédéric Thomas et Michel Masson, 3 vol. in-8°, édition A. Recoules (Paris) 1845 [67]
- 1845 : Le Télégraphe d'amour, comédie-vaudeville en trois actes, avec F.Thomas, 1845
- 1845 : Jean Baptiste, ou Un cœur d'or, drame en cinq actes, mele de chantes, Représenté, pour la première fois, à Paris, sur le théâtre de la Gaite le 28 mars 1846, F. de Villeneuve, Michel Masson, Frédéric Thomas, édition Marchant (Paris) 1845 [68]
- 1846 : La Fée au bord de l'eau, comédie-vaudeville en 3 actes de Michel Masson et Frédéric Thomas, Représenté pour la première fois, à Paris : sur le Théâtre des Folies dramatiques, 25-06-1846, édition : (1 impr. photoméc. : n. et b. ; 26 x 17 cm. ) 1846 [69]
- 1846 : Le Capitaine des trois couronnes, par Michel Masson. édition: G. Roux et Cassanet (Paris), 4 vol. in-8°, 1846-1847[70],
- 1847 : Les Incendiaires, par Michel Masson, édition Passard, Roux et Cassanet (Paris) (4 vol. ; in-8 ) 1847 [71]
- 1847 : La Croisée de Berthe, comédie-vaudeville en un acte , de MM. Michel Masson et Jules-Édouard Alboise de Pujol (1805-1854), Représenté pour la première fois sur le Théâtre du Gymnase-Dramatique, le 13 septembre 1847, édition Beck (Paris) (16 p. ; gr. in-8 ) 1847 [72]
- 1847 : Didier l'honnête homme, comédie-vaudeville en deux actes, de MM E. Scribe et Michel Masson, Représenté, pour la première fois, à Paris sur le théâtre de Gymnase-Dramatique, le 19 novembre 1847, édition Lelong, Bruxelles 1847[73]
- 1848 : Christophe le cordier, comédie-vaudeville en deux actes, de MM Xavier et Mich. Masson, Représenté, pour la première fois, à Paris sur le théâtre de Gymnase, le 6 février 1848, Édition Lelong, Bruxelles 1848 [74]
- 1848 : Marceau, ou les Enfants de la République : drame en cinq actes et dix tableaux, par MM. Anicet Bourgeois et Michel Masson, Représenté pour la première fois sur le Théâtre de la Gaité, le 22 juin 1848, édition: Michel Lévy frères (Paris)(24 p. : fig. ; In-fol.) 1868 [75]
- 1849 : Piquillo alliaga ou Trois châteaux en Espagne, drama en cinq actes et onze tableaux. tire du roman de M. Scribe, par M. Bourgeois et Michel Masson. Représenté, pour la première fois, à Paris sur le théâtre de l'Ambugi-Comique, le 2 octobre 1849, Édition Lelong, Bruxelles, 1849 [76]
- 1849 : Les Orphelins au Pont Notre-Dame, avec Anicet Bourgeois, 1849
- 1849 : Les Quatre fils Aymon, légende fantastique en cinq actes, avec Bourgeois, 1849
- 1849 : La Saint-Sylvestre, opéra comique en trois actes, MM. Mélesville (pseud. of Anne Honoré Joseph Duveyrier) et Michel Masson, musique de M. F. Basin, Représenté, pour la première fois, à Paris sur le théâtre national de l'Opéra-Comique le 7 juillet 1849, édition: J.A.Lelong, Bruxelles, 1849 [77]

### 1850-1859
- 1850 : Héloïse et Abailard ou A quelque chose, malheur est bon, Vaudeville en deux actes, M.M. Scribe et Michel Masson, Représenté, pour la première fois, à Paris, sur le théâtre du Gymnase le 22 avril 1850[78],
- 1850 : Une idée fixe ou les Amours du grand monde : comédie vaudeville en deux actes, par MM. Michel Masson et A. Lefranc; représentée pour la première fois, à Paris le 11 avril 1850, édition: Poissy, Arbieu[79]
- 1850 : Marianne, drame en sept actes, dont un prologue en deux parties, avec Bourgeois, 1850
- 1851 :Marthe et Marie : drame en six actes, dont un prologue, par MM. A. Bourgeois et M. Masson, représenté, pour la première fois, à Paris, sur le théâtre de l'Ambigu-Comique, le 4 octobre 1851. Bruxelles, Lelong, 1851[80],[81]
- 1851 : Une femme qui se grise: vaudeville en un acte. Livr. 171, MM. Anicet-Bourgeois et Michel Masson ; par MM. Guénée, Delacour et Lambert Thiboust, édition: Michel Lévy frères (Paris) [81]
- 1852 : La Mendiante, drame en cinq actes, de M. Bourgeois et M. Masson, musique de M. Mangeant, Représenté pour la première fois sur le Théâtre de la Gaité à Paris, le 22 avril 1852, édition J.A.Lelong, Bruxelles, 1852 [82]
- 1852 : La Dame de la halle: drame en 7 actes, dont 1 prologue, par MM. Anicet Bourgeois et Michel Masson, édition: Michel Lévy frères, Paris (125 p. ; in-18) 1852 [83]
- 1853 : La Tonelli, opéra-comique en deux actes, avec Ambroise Thomas, 1853
- 1853 : Marie-Rose : drame en cinq actes. [suivi de] L'ambigu en habit neuf : prologue d'ouverture, en vers. Livr. 129, par MM. Anicet-Bourgeois et Michel Masson ; par M. Ferdinand Dugué, Représenté pour la première fois sur le Théâtre de la Gaité, le 4 avril 1853, édition: Michel Lévy frères (Paris) (sans date) [84]
- 1853 : Georges et Marie, drame en 5 actes.Représenté pour la première fois sur le Théâtre de la Gaite, le 8 octobre 1853, édition: Michel Lévy frères (Paris) (26-6 p. : fig. ; 31 cm) 1853 [85]
- 1853 : Sous un bec de gaz: scènes de la vie nocturne en une nuit. Livr. 168 / par MM. Anicet Bourgeois et Michel Masson ; par MM. Ch. Cabot, A. de Jallais et Lelarge ; airs nouveaux de M. J. Nargeot, édition: Michel Lévy frères (Paris) (26-6 p. : fig. ; 31 cm) 1853 [85]
- 1855 : Bonaparte à l'École de Brienne : pièce en trois actes et en quatre tableaux / par MM. J. Gabriel [de Lurieu], de Villeneuve et Masson, Représenté avec des changements sur le Théâtre de la Gaité, à Paris, le 29 aout 1855, édition: Tresse (Paris) (16 p. ; gr. in-8) 1855 [86]
- 1855 : Aimer et Mourir, pièce en trois actes, par M. Michel Masson, Représenté pour la première fois sur le Théâtre Vaudeville à Paris, le 11 septembre 1855, édition: Michel Lévy frères (Paris) 1855 [87]
- 1856 : L'Oiseau de paradis, pièce féerie, 1856

### 1860-1869
- 1862 : Une couronne d'épines, par Michel Masson, édition: L. Hachette (Paris) (In-16, III-284 p.) 1862[88],
- 1862 : La Gerbée, contes a lire en famille, par Michel Masson, édition E. Dentu, Paris, (In-16, VI-296 p., fig. ) 1862 [89]
- 1864 : La Voix du sang, La Maitrise, La proie d'une ombre, Anna l'hébétée, La Complainte. (2e série des Contes de l'atelier). Masson Michel. édition: L. Hachette, Bibliothèque des chemins de fer (in-16, br. edit., pp. (4), 368, (8).) Paris 1864
- 1865 : La Femme du réfractaire, première édition: 1832, dans Daniel le Lapidaire ou Les Contes de l'Atelier
- 1866 : Les Drames de la conscience, Michel Masson, édition: L. Hachette, Paris, 1866. (in-8° 294 pages)
- 1868 : Les Lectures en famille, simples récits du foyer domestique
- 1868 : Marceau, ou les Enfants de la République : drame en cinq actes et dix tableaux, Anicet Bourgeois et Michel Masson. Représenté pour la première fois, à Paris, sur le Théâtre de la Gaité, le 22 juin 1848, édition (1868) Michel Lévy frères (Paris) (24 p.: fig.; In-fol.) [75]

### 1870-1877
- 1870 : Les Gardiennes
- 1873 : Les Historiettes du père Broussailles
- 1873 : Les Fils aînés de la République, drame en 5 actes et 9 tableaux, avec Raoul de Navery, mise en scène d'Henri Laurençon [90]
- 1874 : Le Dévouement, par Michel Masson, Édition: Librairie Hachette, 1874, coll. «La Bibliothèque des merveilles» Paris, 1874, (in-8°. (8), IV, 278) 14 gravures sur bois hors texte v. Paul Philippoteaux.
  - 1877 : Deuxième édition : Librairie Hachette, Paris, 1877 (in-8°. (8), IV, 298) 14 gravures